# Ghomrassen
Ghomrassen (arabe : غمراسن) est une ville du sud-est de la Tunisie située à seize kilomètres de Tataouine et à quarante kilomètres de Médenine.
Rattachée administrativement au gouvernorat de Tataouine, elle constitue une municipalité comptant 9 568 habitants en 2014. Elle est aussi le chef-lieu de la délégation du même nom qui compte 18 335 habitants en 2004 et rassemble, outre la ville de Ghomrassen, les villages de Ksar Hadada, Oued El Khil, El Ferch, El Horria, Ksar Mrabtine et Guermessa.

## Étymologie
Son nom viendrait des termes berbères ghom signifiant « tribu » et sen signifiant « chef ».
Un mythe raconté par les habitants de Ghomrassen indique que le nom de la ville viendrait de deux mots, Ghom Rassi (نغم راسي), prononcé par l'un des sept frères venus de la région de Seguia el-Hamra (nord du Sahara occidental) au XVe siècle pour peupler le sud-est de la Tunisie et issus de la confédération de Ouerghemma (كنفدرالية ورغمة). Ce frère se serait installé à l'emplacement de la future Ghomrassen qu'il a fondé par la suite tandis que ses frères se sont dispersés dans le sud-est du pays pour constituer les principaux groupes des habitants de la région : Wederni (الودرني) et Jlidi (الجليدي) ont fondé Tataouine, Touzni (التوزني) Médenine et Ben Gardane, Houioui (الحويوي) Beni Khedache et Khzouli (الخزولي) Oum Ettemr. Enfin, Tarhouni (الترهوني) est parti en Libye et il a fondé la ville de Tarhounah.

## Géographie

Vue panoramique de Ghomrassen (depuis le mausolée d'Ibn Arafa) en juillet 2019.

La ville, située à près de 500 kilomètres au sud de la capitale Tunis et entourée de montagnes, est construite à l'emplacement d'une ancienne oasis. La majeure partie des puits d'irrigation, ainsi que l'oasis, ont disparu avec le développement urbanistique de la ville.
La température moyenne y est de 22 °C et la pluviométrie annuelle varie entre 88 et 157 millimètres.
Administrativement, la ville est divisée en plusieurs secteurs ou imadas, dont l'autorité est incarnée par les omdas, qui peuvent être aussi bien urbains que ruraux.
La ville est décomposée en plusieurs quartiers : Ennasr, où se trouve le nouvel hôpital, une école primaire et une mosquée parfois considérée comme la plus luxueuse de la ville, Ennakhil, le quartier où se trouve le Lycée du 2 mars 1934 ainsi qu'une mosquée, El Anouar, un quartier résidentiel situé au nord de la ville, et El Jadid.
Ksar Boughali se trouve au pied de la mosquée Ibn Arafa.

## Histoire
À proximité de Ghomrassen, on peut toujours observer des traces préhistoriques dans des grottes ornées de peintures rupestres datant du Néolithique.

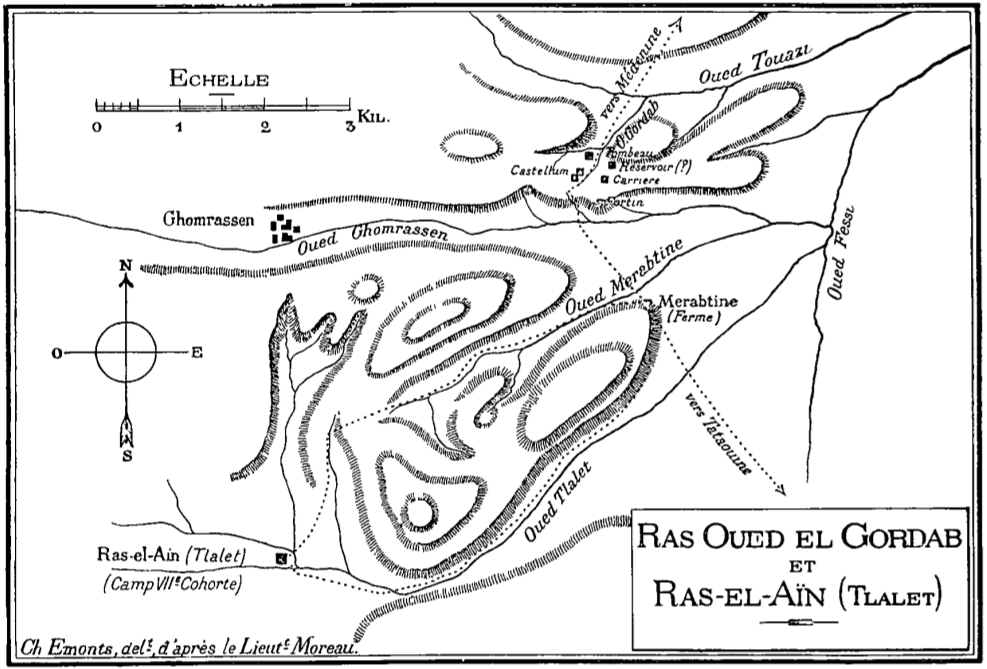
Sites archéologiques des environs de Ras Oued el Gordab et de Ras El Aïn Tlalet, en 1904.

Dans cette région de Tataouine, traversée par le Limes Tripolitanus, de nombreux vestiges de l'occupation romaine sont encore visibles.
On remarque particulièrement ceux du camp de Talalati (Ras El Aïn Tlalet), au sud, ou du fort de Ras El Oued Gordab, au nord-est.

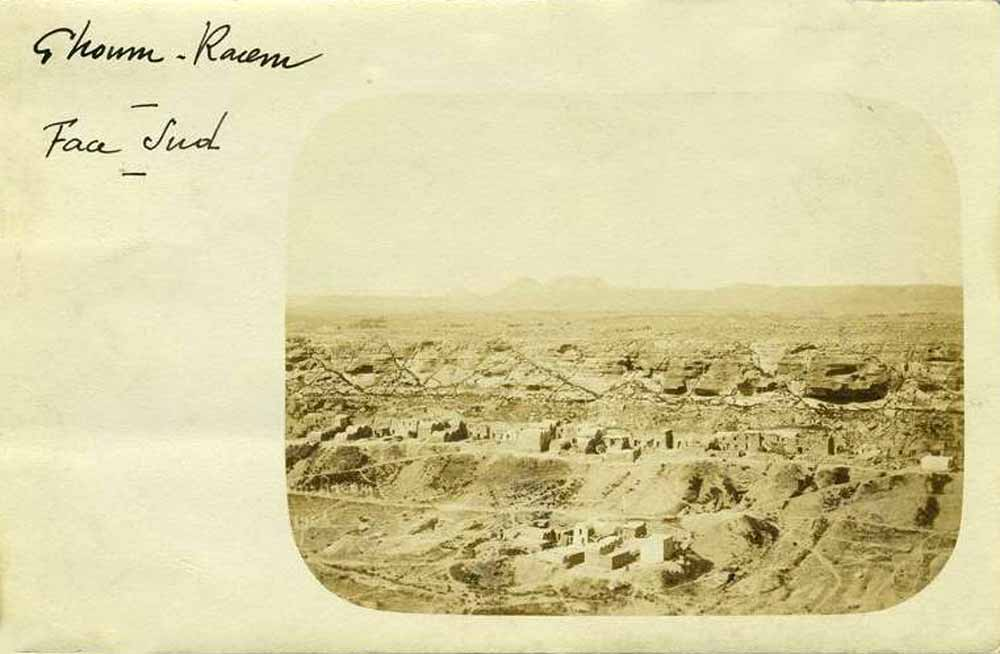
Vue de Ghomrassen vers 1900.
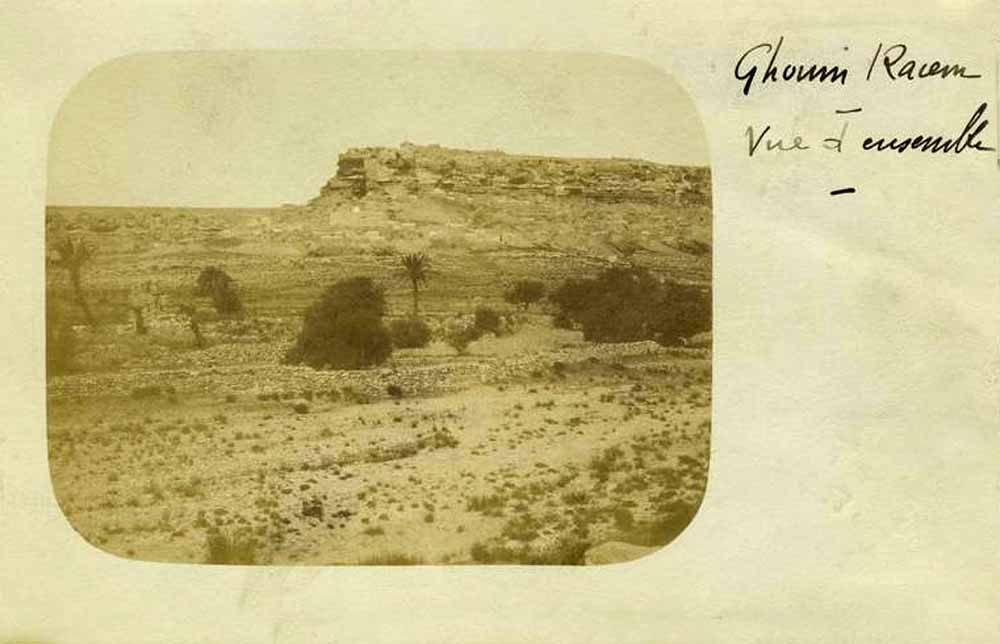
Vue des environs de Ghomrassen vers 1900.
Plan du castellum (fort) de Ras Oued el Gordab, en 1904.

Enfin, des fossiles de dinosaures ont été mis au jour dans les environs du village d'Oued El Khil.

## Politique
| Maire              | Parti       | Début de mandat | Fin de mandat | Remarques                                                 |
| ------------------ | ----------- | --------------- | ------------- | --------------------------------------------------------- |
| Aoun Allah Achâach | Indépendant | 7 juillet 2011  | 12 avril 2017 | Désigné à la suite de la révolution de 2011.              |
| Mohsen Rouabeh     | Indépendant | 12 avril 2017   | 9 juin 2017   | Désigné en sa qualité de délégué de la ville,.            |
| Ali Zaïdi          | Indépendant | 9 juin 2017     | 22 juin 2018  | Désigné en sa qualité de délégué de la ville.             |
| Oulfa Guedidi      | Ennahdha    | 22 juin 2018    | 8 mars 2023   | Élue après les élections municipales tunisiennes de 2018. |

## Économie
L'économie de la ville est basée sur l'agriculture et les apports financiers des immigrants.
Dotée d'une importante superficie agricole, la région est riche en oliviers, en cultures potagères, en particulier celle de l'asperge destinée à l'exportation, ainsi qu'en production de viande rouge et de lait. Par ailleurs, la majeure partie des habitants travaillent en dehors de la région, notamment au nord de la Tunisie, en France, au Canada mais aussi en Allemagne, en Italie, aux États-Unis ou au Moyen-Orient. Leur apport en devises (spécialement en euros) constitue une bonne partie du capital destiné au développement économique de la ville (spécialement sur le marché immobilier).
La confection de beignets appelés f'taier ainsi que plusieurs autres pâtisseries (makroud, zlabia, youyou, m'kharak, etc.) sont la spécialité des habitants de Ghomrassen. Ce métier de ftayri (الفطائري) est pratiqué depuis des siècles à travers la Tunisie voire le monde entier. Même les célèbres gâteaux au miel de Béja (zlabia) ont été introduits et fabriqués dans la ville par les habitants originaires de Ghomrassen qui y ont ajouté des spécificités et des produits de la ville de Béja (ajout du beurre rance appelé smen) et servi dans de petits pots en terre cuite pour en faire les beignets les plus célèbres de Tunisie.

## Culture populaire
La ville est également connue à travers le monde entier pour son nom qui inspira le réalisateur de cinéma George Lucas dans le choix du nom de l'une des trois lunes de la planète Tatooine (Ghomrassen, Guermessa et Chenini) où sont nés Anakin Skywalker et Luke Skywalker dans Star Wars,.
Lucas tourne aussi des scènes du film Star Wars, épisode IV : Un nouvel espoir dans la région. D'autres images ont été filmées à Ksar Hadada, où une partie a été utilisée pour le film Star Wars, épisode I : La Menace fantôme afin de représenter le village de Mos Espa, sur la planète Tatooine.